# Willi Kobe
Erich Wilhelm (Willi) Kobe (* 15. Februar 1899 in Zürich; † 10. August 1995 in St. Gallen) war ein Schweizer evangelischer Geistlicher und Friedensaktivist.

## Leben
Willi Kobe war der Sohn des aus Eckartsberga in Deutschland zugewanderten Möbelschreiners Karl Friedrich Kobe und dessen Ehefrau, der Schneiderin Wilhelmine Elise (geb. Gringel); 1916 erfolgte seine Einbürgerung in Zürich.
Nachdem er eine kaufmännische Lehre zum Textilkaufmann erhalten hatte, holte er während des Ersten Weltkrieges seine Matura nach, immatrikulierte sich an der Universität Zürich und begann mit einem Theologiestudium, das er an der Universität Marburg fortsetzte.
Nach dem Studium wurde er 1922 ordiniert und war anfangs von 1923 bis 1926 Pfarrer in Mitlödi, von 1926 bis 1932 in Lohn und von 1932 bis 1964 in Schwamendingen-Oerlikon.
Willi Kobe war seit dem 5. November 1923 in erster Ehe mit Martha Rosina, geborene Kägi (* 13. Juli 1898; † 11. Oktober 1971) verheiratet; gemeinsam hatten sie fünf Söhne. Martha Rosina war die Schwester von Claire Schibler-Kägi und fand ihre letzte Ruhestätte auf dem Friedhof Rehalp in Zürich.
Am 24. August 1988 heiratete er in zweiter Ehe die Logopädin und Friedensaktivistin Margaritha Maria Besmer (geb. Andermatt) (1934–1995).

### Theologisches und pazifistisches Wirken
Willi Kobe wurde von den Ideen der Theologen Leonhard Ragaz und Rudolf Otto, Mahatma Gandhi, den er auch persönlich traf, und der Quäker beeinflusst. Auf die Quäker war er in England gestossen, als er sich für eine Missionstätigkeit in Indien vorbereitete. Auf ärztlichen Rat hin musste er wegen seines «zu grossen Herzens» auf Indien verzichten. Er entschied sich darauf, in die Schweiz heimzukehren, um die «helvetischen Heiden zu bekehren», wie er sich ironisch ausdrückte.
Als religiöser Sozialist engagierte er sich sein Leben lang pazifistisch und war ein Pionier der Ostermärsche. Er war auch Mitunterzeichner des Zürcher Manifests, in dem zahlreiche Persönlichkeiten das Vorgehen der Polizei beim Globuskrawall kritisierten. Ausserdem bekämpfte er den Alkoholismus.

### Schriftstellerisches Wirken
Von Willi Kobe stammte eines der frühen deutschsprachigen Bücher über Gandhi (1925). Er übersetzte auch eine Biografie des Quäkers und Schokoladefabrikanten John Cadbury und schrieb zahlreiche Artikel in den Neuen Wegen, in der Zeitschrift Nie wieder Krieg und im Atombulletin, das er lange Jahre redigierte. Ein besonderes Anliegen war es ihm auch, den Jüngeren seine Erfahrungen mitzugeben.

## Ehrungen und Auszeichnungen
Auf dem 2017, durch den Verein Dunant 2010 plus neu geschaffenen Appenzeller Friedensweg, der die Orte Walzenhausen, Wolfhalden und Heiden verbindet, gehört auch der Friedhof Walzenhausen zu den Stationen, wo an das Ehepaar Willi und Margaritha Maria Kobe-Besmer erinnert wird.

## Mitgliedschaften
- Willi Kobe trat 1925 der Vereinigung antimilitaristischer Pfarrer bei, der später in den Kirchlichen Friedensbund der Schweiz[8] umgewandelt wurde, und dessen Präsident er während des Zweiten Weltkrieges war.
- Als Nachfolger von Leonhard Ragaz wurde er 1946 Präsident der Schweizer Zentralstelle für Friedensarbeit.
- Er war auch Präsident der Schweizerischen Bewegung gegen die atomare Aufrüstung.
- In den 50er Jahren wurde er Präsident der Doppelinitiative Chevallier für Abrüstung.
- Von 1957 bis 1960 war er Präsident des Zürcher Pfarrvereins[9].
- Im Schweizerischen Friedensrat war er im Vorstand vertreten.
- Er war Geschäftsführer der Auskunftsstelle für Flüchtlinge. Diese war nach dem Annexion Österreichs durch Deutschland gegründet worden und setzte sich vor allem für diejenigen ein, für die es nicht schon eine bestehende Hilfsorganisation gab; unter anderem die «romfreien Katholiken», die «Pazifisten», die «Religiös-Sozialen», die «Demokraten und Liberalen». Die Auskunftsstelle übernahm nach dem Verbot der Roten Hilfe Ende 1940 auch die Betreuung der kommunistischen Flüchtlinge.[10]
- 1965 war er Präsident im Ostermarschkomitee.
- Im Ruhestand präsidierte Willi Kobe später unter anderem noch den schweizerischen Zweig des Internationalen Versöhnungsbundes und die Religiös-soziale Vereinigung.

## Schriften (Auswahl)
- Mahatma Gandhi’s Welt- und Lebens-Anschauung. Verlag der Kanaresischen Mission, Zürich 1925.
- George Cadbury: ein Bahnbrecher auf sozialem Gebiet. F. Reinhardt, Basel 1930.
- Kirche diene! Zur Frage des alkoholfreien Abendmahlweines. Berlin 1932.
- Elisabeth Rotten; Willi Kobe: Die Kraft des gewaltlosen Widerstandes im Lichte der Vergangenheit, Gegenwart und Zukunft. Kirchlicher Friedensbund der Schweiz, Zürich 1940.
- Die Kirche und der zukünftige Friede. Genossenschaftsdruckerei, Zürich 1943.
- Die Schweizer Kirchen und der Friedensaufbau. Zürich 1944.
- Waffenstillstand und dann? Müller, Gstaad 1945.
- Die Auswirkungen des Kalten Krieges auf unsere Kinder. Zürich 1954.
- Dem Vergegenwärtiger der Botschaft des Evangeliums. Koehler & Amelang, Leipzig 1964.
- Ein reiches Leben: Versuch einer Selbstdarstellung, für seine Kinder verfasst. Zürich 1974.
- Gedanken zu einer gegenwartbewussten, energetischen Theologie. Zürich 1980.
- Broschüre zur Geschichte von IFOR. 1981.